# Génesis (banda de Colombia)
Génesis o Gene-Sis también conocida como Génesis de Colombia, fue el proyecto más persistente de la primera generación del rock colombiano. Se caracterizó por fusionar elementos del folk rock con aires folclóricos colombianos, especialmente de la zona andina y en sus inicios, de la costa Caribe.

## Historia
Génesis nació en 1970 en el seno de una comuna hippie localizada junto al Monasterio de Monjes Benedictinos en Usme, localidad al sur de Bogotá, luego de que el exintegrante de Los Speakers, Humberto Monroy, incursionara en este movimiento y emprendiera proyectos musicales cada vez más experimentales.
Su propuesta, a la que invitó a varios de los miembros más destacados de la primera generación del rock colombiano, consistió en valorar las expresiones del folclor de su país, sin desligarse del movimiento rock, consolidando la propuesta impulsada poco antes por La Columna de Fuego.
Bajo el nombre Gene que posteriormente se convirtió en el juego de palabras Gene-Sis, presentaron en 1973 un primer LP que combinaba temas de contenido religioso con adaptaciones del folclor andino. Durante esta etapa, hicieron parte activa del grupo el poeta y compositor Federico Taborda "Sibius" (figura notable del movimiento hippie en Colombia) como letrista y baterista y Edgar Restrepo Caro, reconocido difusor de la cultura rock en Colombia, quien se encargó de teclados y percusión. El grupo emprendió varios viajes por su país recuperando instrumentos tradicionales, los cuales incorporados al sonido eléctrico convirtieron a Génesis en el grupo de rock más popular de la época.
Para 1974-75, el grupo grabó dos álbumes con el sello Codiscos y obtuvo un amplio reconocimiento en los medios colombianos por los temas "Don Simón" y "Cómo decirte cuanto te amo" (un cover del clásico de Cat Stevens "How I Can Tell You"). Durante esa etapa la banda fue integrada por Humberto Monroy (guitarra, armónica y voz), Edgar Restrepo (teclados y percusión), Juan Fernando Echavarría (flauta), Guillermo "Marciano" Guzmán (bajo), Miguel Muñoz (guitarra), "Sibius" (batería) y Tania Moreno (guasá), a los que luego se incorporó Betty Vargas, también en la flauta.
Como una manera de recoger experiencias que enriquecieran la propuesta del grupo, Monroy continuó realizando numerosos viajes por Colombia, llegando incluso también a recorrer Ecuador y Perú. Para el período 1978-1982, Monroy reorganizó el grupo y con nuevos integrantes grabó otras tres producciones discográficas. En 1983, con el propósito de conquistar mercados internacionales, el grupo cambió su nombre a Maíz (para diferenciarse del grupo homónimo británico) y grabó un disco sencillo. En esos años canciones como "Tú" y "Fuiste un tonto" lograron una alta difusión radial.
Durante ese periodo también se registró la participación de Génesis en la banda sonora de la cinta Ajuste de cuentas de Dunav Kuzmanich (1984) con la canción "Amiga de la noche".
Tras varios cambios de integrantes, el grupo se disolvió tras el fallecimiento de su fundador en 1992. De la experiencia de Génesis surgieron otros proyectos como el grupo de música andina Los Viajeros de la Música (formado en 1976) y Mecánica Nacional (con músicos de integraron el grupo en los años 80), cuya promoción acompañó la desmovilización del grupo guerrillero M-19.
Varios de sus primeros integrantes también han fallecido luego de la disolución de Génesis, como son los casos de Edgar Restrepo (fallecido en 1993), "Sibius" (miembro de la UP y asesinado en 1989), Juan Fernando Echavarría (2006) y Betty Vargas (2008), los dos últimos, fundadores de Los Viajeros de la Música.

## Integrantes
Génesis fue un laboratorio musical por el cual pasaron numerosos miembros de la primera generación del rock en Colombia. Los integrantes que permanecieron por más tiempo fueron:
- Humberto Monroy - Vocalista, compositor, cuerdas, armónica, zampoña
- Édgar Restrepo Caro (1972-1976) - Batería
- Federico Taborda "Sibius" (1972-1976) - Percusión, compositor
- Tania Moreno (1972-1976) - Percusión
- Juan Fernando Echavarría (1973-1976) - Flauta, percusión
- Guillermo "Marciano" Guzmán (1973-1975) - Bajo
- Miguel Muñoz (1973-1976) - Guitarras
- Armando Narváez (1972-1988)- Guitarra
- Betty Vargas (1974-1976) - Flauta
- Mario Sarasti (1975-1976) - Bajo
- Jorge Latorre "K Ch" (1972-1973) (1977-1990) - Batería
- Claudia Guerrero (1978-1981/1987-1988) - Coros, percusión
- Manuel Rebolledo (1981-1982) percusión, congas
- Cosme Castañeda (1980-1982) - Flauta, cuerdas
- Alfonso "Pocho" Chacón (1981-1984) - Bajo
- Batier Edgardo Chávez (1981-1990) - Guitarra acústica, tiple, zampoña, armónica
- Camilo Ferrans (1982-1986) - Guitarra eléctrica
- Javier Martínez Maya (1987) - Teclados
- Jaime "Jimmy" Aguilar (1984-1990) - Bajo

## Discografía

### Producciones de estudio
- Gene-Sis A-Dios, Átomo, 1972
- Génesis, Codiscos, 1974
- Yakta Mama, Codiscos, 1975
- Reuniom, Orbe, 1978
- El paso de Los Andes, CBS, 1981
- En un planeta lejano, CBS, 1982
- Absolutamente normal, CBS/Discos Diamante, 1987

### Sencillos
- Toma tu mochila/Como decirte cuanto te amo, Famoso, 1974
- Don Simón/Quiero amarte, Famoso, 1974
- El indio llora/Los amantes son eternos, Famoso, 1975
- Ella/Se va la vida, Famoso, 1975
- Tú/Raquel, CBS, 1981
- A quien/Fuiste un tonto (sencillo bajo el nombre Maíz), Independiente, 1983

### Recopilaciones y reediciones
- 20 Años, Codiscos, 1995
- Génesis, Guerssen, 2007
- Yakta Mama, Guerssen, 2007
- Génesis, Codiscos, 2024